# Korksyre
Korksyre eller suberinsyre (C6H12(COOH)2) er en farveløs organisk syre, som findes i korkpropper fra vinflasker. Syren fremkommer når man foretager iltning af ricinusolie med salpetersyre.
Navnet suberin stammer fra det franske subérique, der er afledt af latin sūber, som netop betyder kork.
Syren krystalliserer i lange nåle, og har sit smeltepunkt ved 140 °C. Den koger ved 300 °C. Anvendelsen er typisk ved produktion af plast.